# De Geer

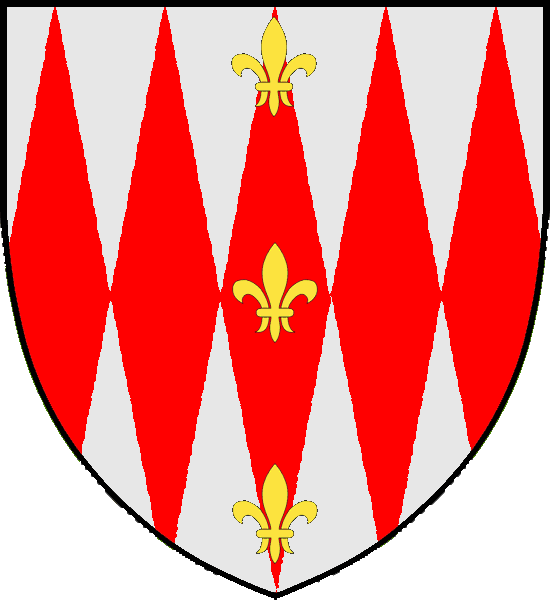
Stammwappen

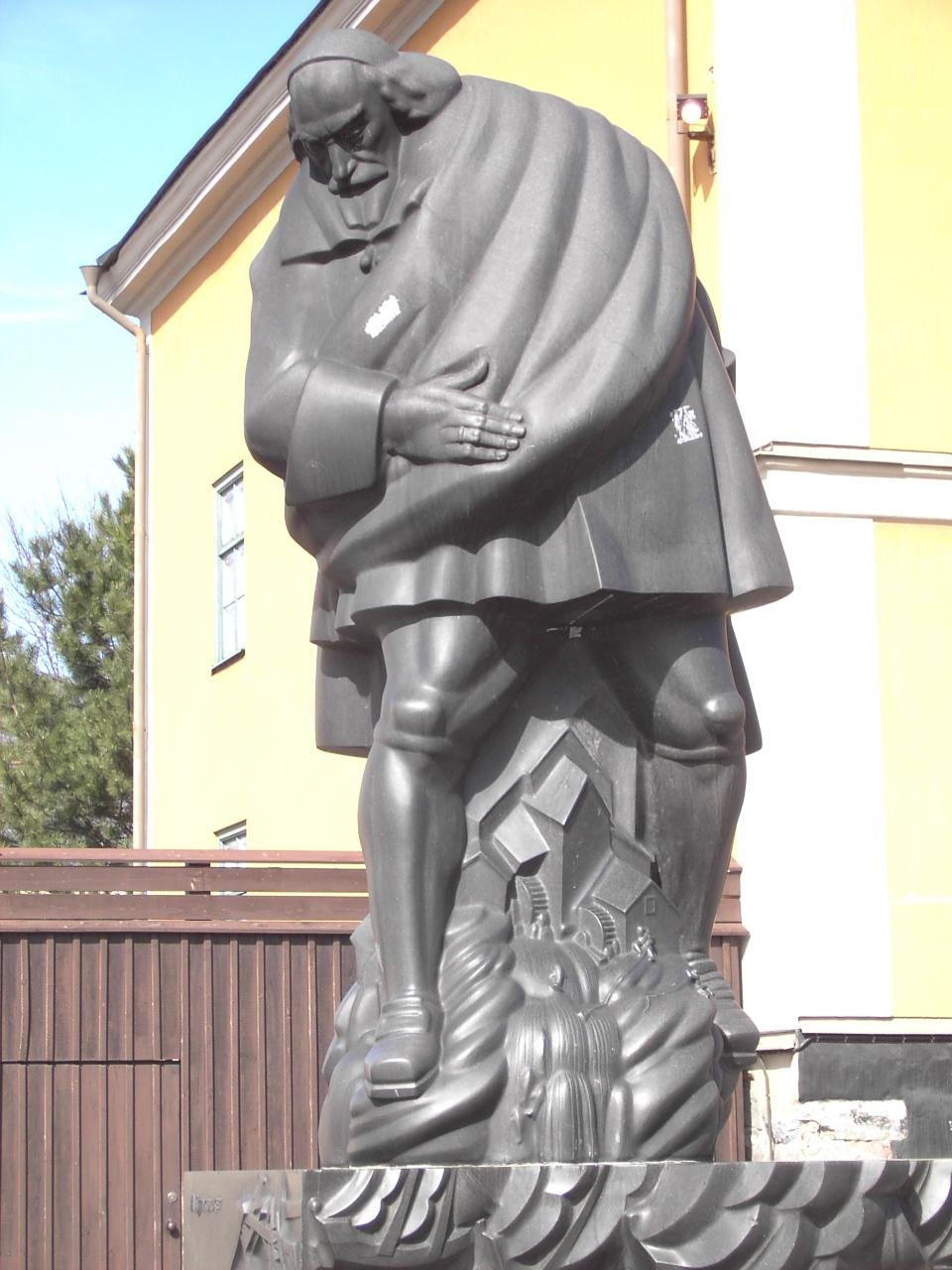
Standbild von Louis de Geer in Norrköping

De Geer ist der Name eines Politiker- und Handelsgeschlechts, welches noch heutzutage zum niederländischen und schwedischen Adel gehört. Ein weiterer Familienzweig findet sich auch in Finnland.

## Geschichte
Als Stammherr wird Lambier de Geer de Chênée († 1399) angesehen. Im 16. Jahrhundert wanderten Familienmitglieder nach Dordrecht und Amsterdam aus. Einer von Lambiers Nachkommen, Louis de Geer (1587–1652), wurde in der belgischen Stadt Lüttich geboren und konnte sich später als Waffenhändler in Schweden festigen. Im Jahre 1641 wurde er in den schwedischen Adelsstand aufgenommen. Weitere Standeserhöhungen fanden in den Jahren 1766, 1773 und 1797 statt, als Familienmitglieder in den schwedischen Freiherrenstand versetzt wurden. Im 19. Jahrhundert erfolgte die Erhebung in den Grafenstand. Im Verlauf des 18. Jahrhunderts war ein Familienmitglied in die Niederlande zurückgekommen. Die daraus erneut entstandenen niederländischen Familienzweige de Geer van Jutphaas sowie de Geer van Oudegein wurden im Jahre 1815 in den neuen niederländischen Adel aufgenommen; in den Jahren 1822 und 1867 erfolgte die Erhebung zum Baron für den jeweils Erstgeborenen. 
In Schweden wird der Name durchgehend De Geer (mit dem Großbuchstaben D) geschrieben, in den Niederlanden de Geer.

## Familienmitglieder
- Louis de Geer (1587–1652), Eisenhändler, finanzieller Unterstützer der schwedischen Regierung
- Carl De Geer (1720–1778), der Baron de Geer war ein schwedischer Industrieller, Wissenschaftler, Zoologe und Entomologe
- Karel Geer van Leufsta, Graf, Landesmarschall und Vorsitzer des schwedischen Reichstages (1823–1828)
- Jan Lodewijk Willem de Geer van Jutphaas (1784–1857), Baron, niederländischer Politiker
- Barthold Jacob van Lintelo baron de Geer van Jutphaas (1816–1903), Baron, niederländischer Jurist und Sprachwissenschaftler
- Louis de Geer (1818–1896), Baron, erster Ministerpräsident von Schweden (Sveriges Statsminister)
- Louis de Geer (1854–1935), Baron, schwedischer Politiker (ua Ministerpräsident)
- Gerard Jakob De Geer (1858–1943), Baron, ein schwedischer Geologe
- Dirk Jan de Geer (1870–1960), Jonkheer, Ministerpräsident (genauer: Vorsitzender des Ministerrats) der Niederlande
- Sten De Geer (1886–1933), Baron, schwedischer Geologe
- Gerhard de Geer (1889–1980), Baron, schwedischer Schauspieler
- Carl Johan De Geer (* 1938), schwedischer Künstler und Fotograf